# Kaytetye
Kaytetye är ett australiskt språk. Kaytetye talas i Nordterritoriet. Kaytetye tillhör de pama-nyunganska språken.. Enligt Australiens folkräkning 2016 talades språket av 122 personer.
Språket har ingen skriftlig standard.